# Ichthydium skandicum
Ichthydium skandicum is een buikharige uit de familie van de Chaetonotidae. De wetenschappelijke naam van de soort werd voor het eerst geldig gepubliceerd in 2009 door Kanneby, Todaro en Jondelius.